# Bernard de Gordon
Bernard de Gordon (ur. 1270 r., zm. 1330 r.) – francuski lekarz.
Pochodził z Montpellier, ale większość informacji o jego życiu pochodzi z jego obszernego traktatu Lilium Medicine i ze wspominków Chaucera w jego Opowieściach kanterberyjskich. Wywodził się z rodziny szlacheckiej wywodzącej się z Gourdon w Quercy. Studiował i wykładał na uniwersytecie w Montpellier od lat 1250. do co najmniej 1308 r. Jego ukończony w 1305 r. Lilium medicinae stanowił encyklopedię chorób, ich symptomów, przyczyn, powikłań i terapii. Dzieło de Gordona w odpisach krążyło po Europie, w tłumaczeniach z łaciny na francuski, hebrajski, irlandzki i hiszpański, a po wynalezieniu druku w kilkunastu kopiach. Było cytowane przez ok. 300 lat jako wykładania w licznych zagadnieniach, od bólu głowy, przez epilepsję, trąd po impotencję. Wynikało to z szerokiej wiedzy autora, zarówno teoretycznej, jak i praktycznej, opierającej się na wiedzy klasycznej oraz judeo-arabskiej. De Gordon studiował dzieła Galena i prowadził eksperymenty oraz poszukiwał nowych metod terapii, wykraczających poza odkrycia starożytne. Jako pierwszy opisał okulary oraz pas przepuklinowy, a także zasugerował, że trąd jest chorobą zakaźną.